# Петроградское
Петроградское (каз. Петроградское) — упразднённое село в Бородулихинском районе Абайской области Казахстана. Ликвидировано в 2018 г. Входило в состав Андреевского сельского округа. Находится примерно в 10 км к юго-востоку от районного центра, села Бородулиха. Код КАТО — 633833200.

## Население
В 1999 году население села составляло 141 человек (78 мужчин и 63 женщины). По данным переписи 2009 года, в селе проживало 17 человек (9 мужчин и 8 женщин).